# Harry Lampl
Harry Lampl (* 1987 in Graz) ist ein österreichischer Schauspieler.

## Leben
Harry Lampl, als Harald Lampl geboren, wuchs in seiner Geburtsstadt Graz auf. Auf dem Hof der Großeltern in Kopreinigg in St. Ulrich am Greith in der Südweststeiermark verbrachte er in seiner Kindheit und Jugend die Ferien. Erste schauspielerische Erfahrungen sammelte er im Schultheater.  2006 maturierte er. Nach einer Absage für eine Schauspielausbildung studierte er ab 2007 Technische Physik an der Universität Graz; das Studium schloss er als Magister ab. 
Seit 2006 ist er als Schauspieler aktiv. Er begann mit Filmarbeiten. Für seine Mitwirkung in dem Spielfilm Harz erhielt er 2007 den Schauspielpreis der Jury beim 12. Internationalen Filmfestival der Filmakademie Wien. Als Theaterschauspieler hatte er Gastengagements am Schauspielhaus Graz, wo er 2010 den Prinzen Philipp in Yvonne, die Burgunderprinzessin von Witold Gombrowicz spielte, und am Burgtheater Wien. Seit 2011 tritt er regelmäßig mit dem Theaterkollektiv „Vitamins of Society“, einer aus Familienmitgliedern, Geschwistern und Freunden bestehenden alternativen Theatergruppe auf, deren Produktionen im Sommer, teilweise unter Beteiligung der einheimischen Bevölkerung, in Lampls südsteirischer Heimat aufgeführt werden.
Lampl wirkte mittlerweile in mehreren Kinofilmen und Fernsehproduktionen mit, schwerpunktmäßig in seinem Heimatland Österreich. In dem Filmdrama Blutsfreundschaft (2009) von Regisseur Peter Kern spielte er die Hauptrolle des 16-jährigen Jugendlichen Axel, der sich, ohne Perspektive im Leben, einer Gruppe von Neonazis anschließt. Nach einem Überfall findet er Unterschlupf bei dem 80-jährigen Wäscherei-Besitzer und Nazi-Gegner Gustav Tritzinsky (Helmut Berger), der sich in Alex verliebt, da er ihn an seine große Jugendliebe erinnert. In dem österreichisch-schweizerischen Horrorfilm One Way Trip 3D (2011) stellte er den jüngeren kleinen Bruder der weiblichen Hauptfigur Valerie dar. In der Arbeiterkomödie Die Werkstürmer (2013) verkörperte er den „urig-natürlich spielenden“ Marco.
Zu Lampls Fernseharbeiten gehört der Wiener Tatort: Vergeltung (2011), in der er den tatverdächtigen jungen Schlagzeuger Lukas Köhl spielte. Episodenrollen hatte er in den Krimiserien SOKO Wien (2011; als junger Praktikant auf einem Weingut in Gumpoldskirchen) und SOKO Kitzbühel (2012; als 18-jähriger Sohn). In dem im Burgenland spielenden österreichischen Fernsehkrimi Kreuz des Südens (Erstsendung: Dezember 2015) aus der Landkrimi-Filmreihe spielte Lampl die Rolle des rabiaten Dorf-Proleten Patrick.
Im März 2016 war Lampl in dem Historienfilm Das Geheimnis der Hebamme in einer Nebenrolle zu sehen; er spielte den aus Franken stammenden jungen Siedler Karl. In dem österreichischen Fernsehfilm Steirerkind (2018), ebenfalls aus der Landkrimi-Filmreihe des ORF, verkörperte Lampl, an der Seite von Johannes Nussbaum, den jungen Umweltaktivisten Andi Stusnik, einen Freund und Studienkollegen des Sohns von LKA-Ermittler Bergmann (Hary Prinz). In der 12. Staffel der ORF-Serie SOKO Kitzbühel (2020) übernahm Lampl eine der Episodenrollen als Kitzbüheler Fußballspieler Bernd Leistenberger, der unter Alkoholeinfluss einen schweren Autounfall verursacht.
Lampl ist Mitglied der Akademie des Österreichischen Films. Er lebt in Hamburg und Graz.

## Filmografie (Auswahl)
- 2006: Harz (Spielfilm; Filmakademie Wien)
- 2009: Blutsfreundschaft (Kinofilm)
- 2011: Tatort: Vergeltung (Fernsehreihe)
- 2011: One Way Trip 3D (Kinofilm)
- 2011, 2023: SOKO Wien (Fernsehserie; Folgen: Erbschuld, Letzte Ausfahrt Hoffnung)
- 2012: SOKO Kitzbühel (Fernsehserie; Folge: Jungbrunnen)
- 2013: Die Werkstürmer (Kinofilm)
- 2015: Das ewige Leben (Kinofilm)
- 2015: Landkrimi – Kreuz des Südens (Fernsehfilm)
- 2015: Das Romeo-Prinzip (Fernsehfilm)
- 2016: Das Geheimnis der Hebamme (Fernsehfilm)
- 2017: Schnell ermittelt (Fernsehserie; Folge: Alan Richter)
- 2018: Landkrimi – Steirerkind (Fernsehreihe)
- 2019: Ein Dorf wehrt sich (Fernsehfilm)
- 2020: SOKO Kitzbühel (Fernsehserie; Folge: Abseits)
- 2021: Die Toten von Marnow (Fernsehserie)
- 2021: Klammer – Chasing the Line (Kinofilm)
- 2022: Eismayer
- 2022: Broll + Baroni – Für immer tot (Fernsehfilm)
- 2023: Bettys Diagnose (Fernsehserie; Folge: Gefühlschaos)